# Хмарівка (Полтавський район)
Хма́рівка — село в Україні, у Зіньківській міській громаді Полтавського району Полтавської області. Населення становить 75 осіб. До 2019 орган місцевого самоврядування — Зіньківська міська рада.

## Географія
Село Хмарівка розміщене на правому березі річки Грунь, вище за течією примикає село Дубівка, нижче за течією примикає село Гусаки, на протилежному березі — село Проценки.

## Історія
Жертвами голодомору 1932—1933 років стало 5 осіб.
12 червня 2020 року, відповідно до розпорядження Кабінету Міністрів України № 721-р «Про визначення адміністративних центрів та затвердження територій територіальних громад Полтавської області», село увійшло до складу Зіньківської міської громади.
19 липня 2020 року, в результаті адміністративно - територіальної реформи та ліквідації Зіньківського району, село увійшло до складу новоутвореного Полтавського району Полтавської області.

## Населення

### Мова
Розподіл населення за рідною мовою за даними перепису 2001 року:
| Мова       | Кількість | Відсоток |
| ---------- | --------- | -------- |
| українська | 73        | 97.33%   |
| російська  | 2         | 2.67%    |
| Усього     | 75        | 100%     |